# Asio abyssinicus
Asio abyssinicus (лат.) — вид птиц из семейства совиных (Strigidae). Выделяют два подвида.

## Распространение
Встречаются на территории Эфиопии и Северной Кении на высотах от 3000 до 3350 м над уровнем моря.

## Описание
Сова средних размеров. Глаза жёлтые, клюв чёрный, «брови» серые. Вид схож с Asio otus, но их ареалы не пересекаются, а Asio abyssinicus в целом темнее.

## Поведение и размножение
Ночная птица. Использует чужие гнёзда. Когти Asio abyssinicus существенно сильнее, чем у других членов рода, в результате ей доступен более широкий спектр добычи, включая более мелких птиц, лесных и полевых мышей, землероек.